# Liaozhong
Liaozhong (chinês tradicional: 遼中縣, chinês simplificado: 辽中县, pinyin: Liáozhōng Xiàn) é uma cidade na província de Liaoning, na China.